# 先生、好きです。
『先生、好きです。』（せんせいすきです）は、三浦糀による日本の漫画作品。高校教師と女子高生の交流を描いたラブコメディであり、恋愛に奥手な教師が生徒に翻弄されながらも成長する姿を描く。
本作の原型は講談社のマンガアプリ『マガジンポケット』に掲載された同名の読み切りで、この読み切りが『マガジンポケット』のコンテストで優勝という結果を残し『週刊少年マガジン』（講談社）2017年25号に掲載された。さらに『週刊少年マガジン』でも反響を呼んだため、『週刊少年マガジン』2018年4・5合併号より連載が開始された。その後、『マガジンポケット』への移籍を経て2018年8月29日に完結した。全33話が連載された。

## あらすじ
高校教師の樋口夕樹はある日、市川という生徒から告白される。それまで、恋愛に縁がなかった樋口はこの事態に戸惑うが、さらに授業中に渡辺玉緒という生徒からも告白される。樋口は悩んだ末、市川と渡辺に対し、2人のうちどちらかを好きになったら、そのときは自分から告白する、と返答する。
その後、林間学校が開催される。林間学校の期間中、かねてから樋口への恋心をオープンにしていた渡辺は、周囲から樋口との仲を持て囃される。一方、樋口の立場を慮って周囲に自分の恋心を隠していた市川は、その光景を見て胸を痛める。市川の苦しみを知った樋口は、2人のどちらとも交際しないという道を選ぼうとするが、同僚からアドバイスを受け、改めて2人と向き合うことを決意する。そして2人が高校を卒業する日、樋口は2人を呼び出し、渡辺を好きになったことを伝える。
市川と渡辺が高校を卒業した日から6年後、樋口が渡辺にプロポーズしたところで物語は終わる。

## 登場人物
樋口 夕樹（ひぐち ゆうき）
本作の主人公。2年桜組の担任教師。担当科目は国語。真面目な性格で、物語開始時点では恋愛経験がなかった。
市川（いちかわ）
声 - 花澤香菜（2018年TVCM）
本作のヒロインの1人。2年桜組のクラス委員。
明るい性格で、人当たりが良い。樋口に好意を抱いており、樋口に女性として見てもらおうと積極的にアプローチする。
渡辺 玉緒（わたなべ たまお）
本作のヒロインの1人。2年桜組のクラス委員で、天文部の部員も兼ねる。堅い性格でクラスメイトに対しても敬語で話す。成績は優秀だが、料理は苦手。
中学時代に樋口と出会い、玉緒という名前を「素敵」だと言われたことで樋口に好意を抱く。

## 書誌情報
- 三浦糀 『先生、好きです。』 講談社〈講談社コミックス〉、全4巻
  1. 2018年3月16日第1刷発行（同日発売[講 1]）、ISBN 978-4-06-510979-3
  2. 2018年5月17日第1刷発行（同日発売[講 2]）、ISBN 978-4-06-511411-7
  3. 2018年7月17日第1刷発行（同日発売[講 3]）、ISBN 978-4-06-511795-8
  4. 2018年10月17日第1刷発行（同日発売[講 4]）、ISBN 978-4-06-512724-7

### 講談社コミックプラス
以下の出典は『講談社コミックプラス』（講談社）内のページ。書誌情報の発売日の出典としている。
1. ↑  “先生、好きです。 (1)”. 2018年5月18日閲覧。
2. ↑  “先生、好きです。 (2)”. 2018年5月18日閲覧。
3. ↑  “先生、好きです。 (3)”. 2018年7月21日閲覧。
4. ↑  “先生、好きです。 (4)”. 2018年10月17日閲覧。